# Bonaparte-archipel
De Bonaparte-archipel is een eilandengroep voor de kust van West-Australië in de regio Kimberley, binnen de Shire of Wyndham-East Kimberley. De dichtstbijzijnde bewoonde plaats is Kalumburu op ongeveer 100 kilometer ten oosten van de eilandengroep. 

## Geschiedenis
De archipel werd op 16 augustus 1801 door de Baudin-expeditie vernoemd naar Napoleon Bonaparte, eerste consul van Frankrijk.

## Geografie
De archipel bestaat uit de eilanden en eilandjes die voor een stuk kustlijn liggen van 150 kilometer lang, grofweg tussen Collier Bay in het zuidwesten en de Admiraliteitsgolf in het noordoosten, inclusief eilanden in de Admiraliteitsgolf zelf. De eilanden zijn meestal klein en velen kunnen het beste worden omschreven als eilandjes of opkomende rotsen. In totaal zijn het er enkele honderden. Binnen de archipel zijn ook verschillende onder water gelegen banken en ondiepten te vinden.
Het grootste eiland in de groep is Augustus Island, met een oppervlakte van 190 vierkante kilometer. Een ander opvallend eiland is het drie hectare grote Booby Island, dat is geclassificeerd als een Important Bird Area, en het Jungulu Island, dat net voor de kust van Augustus Island ligt.
Andere eilanden in de groep zijn Uwins Island, Coronation Island en Bigge Island.